# 1973-as cannes-i filmfesztivál
A 26. Cannes-i Nemzetközi Filmfesztivál 1973. május 10. és 25. között rendezték meg, Ingrid Bergman svéd színésznő elnökletével. A versenyben 24 nagyjátékfilm és mindössze 7 rövidfilm vett részt, versenyen kívül pedig 14 alkotást vetítettek. A párhuzamos rendezvények Kritikusok Hete szekciójában 8 filmet mutattak be, míg a Rendezők Kéthete elnevezésű szekció keretében 26 nagyjátékfilm és 18 kisfilm vetítésére került sor.
A fesztivál felnőtt, a szervező bizottság előző évi döntése – miszerint a filmeket nem a nemzetek küldik, hanem egy bizottság válogatja ki és hívja meg azokat – sikeresnek bizonyult, s a metódust más fesztiválok is kezdték átvenni. Cannes megkerülhetetlenné vált, egyre nagyobb tömegeket vonzott, 1973-ban már 1154 újságíró fordult a szervezőkhöz akkreditálásért.
A fesztivál nemzetközi nagydíját megosztva kapta egy amerikai (Madárijesztő) és egy brit film (The Hireling). Ingmar Bergman filmje, a Suttogások és sikolyok „csupán” a Kép- és Hangtechnikai Főbizottság (CST) nagydíját nyerte el, noha a fesztivál előtt több szakértő úgy vélte, ha versenyben indítják, biztos pálmaesélyes.
Különdíjban részesült René Laloux tudományos-fantasztikus művek futurizmusával szakító, egész estét betöltő animációs filmje, A vad bolygó. A versenybe történt beválogatását a kritikusok fontosnak tartották, mert ellensúlyozhatta két, a Croisette vendégeit sokkoló, botrányosnak tartott, s sokak által dühösen támadott szerzői filmet (Marco Ferreri: A nagy zabálás, valamint Jean Eustache: A mama és a kurva). Az előbbit a testi élvezetek tobzódó bemutatásával vulgárisnak, az utóbbit pedig címével, káromkodásaival, hosszával, fekete-fehér kópiájával, túlzott bizalmaskodásával és nyomasztó kilátástalanságával egyszerűen provokatívnak tartották. A két alkotás végül is megosztva kapta a FIPRESCI-díjat és Eustache filmje a zsűri külön nagydíját.
Új hullámos filmesek sora jelenhetett meg versenyen kívül is, két legnagyobb képviselőjük Truffaut (Amerikai éjszaka) és Guerin (Lo pais), ami azt is jelzi, hogy a válogató bizottság az előző évi – inkább kereskedelmi sikert hozó – filmek helyett elmozdult a szerzői filmek felé. Az „eredeti és merész” válogatás megteremtésének nagy igyekezetben azonban kissé megfeledkeztek a rövidfilmes kategóriáról; a zsűri kénytelen volt sajnálatát kifejezni a túlságosan szerényre sikeredett válogatás miatt, és annak a reményének adott hangot, hogy a jövőben nagyobb figyelmet szentelnek a filmművészet e kifejezési formájának…
A fesztiválnak volt egy érdekes, versenyen kívül vetített filmje, az Így látták ők. Nyolc neves filmrendező forgatott Münchenben, az 1972. évi nyári olimpiai játékokon és készített nyolc mesterműnek számító epizódot.
Az 1973. évi fesztivál legnagyobb figyelmet keltő filmcsillagja Jacqueline Bisset volt, aki Truffaut oldalán vonult be a vörös szőnyegen, de az ünneplésből kijutott a Deneuve-Mastroianni és Newman-Woodward párosnak is. Noha a nagyközönség nem rajongott a filmért, kellő szeretetet kaptak A nagy zabálás résztvevői: Marcello Mastroianni, Michel Piccoli, Philippe Noiret és Ugo Tognazzi. Rajongással vették körül a Madárijesztő főszereplőpárosát: Gene Hackmant és Al Pacinót, valamint Bergman állandó színésznőit, Liv Ullmannt és Ingrid Thulint (Suttogások és sikolyok).
Magyar részről az egész estét betöltő filmek versenyében Kardos Ferenc Petőfi '73 című dokumentumfilmje vett részt, a rövidfilmekében Reisenbüchler Sándor Az 1812-es év című animációs „fantáziajátéka”, amely a zsűri különdíját kapta. A Rendezők Kéthete rendezvényen szintén volt magyar alkotás: Zolnay Pál Fotográfia című filmje, Zala Márkkal, Iglódi Istvánnal és Sebő Ferenccel a főbb szerepekben. Meg kell említeni, hogy a nagydíjas Madárijesztő operatőre a magyar származású Zsigmond Vilmos volt.

## Zsűri

### Versenyprogram
- Ingrid Bergman, (színésznő – zsűrielnök –  Svédország
- Boleslaw Michalek, filmkritikus –  Lengyelország
- François Nourissier, író –  Franciaország
- Jean Delannoy, filmrendező –  Franciaország
- Lawrence Durrell, író –  Egyesült Királyság
- Leo Pestelli, újságíró –  Olaszország
- Robert Rozsgyesztvenszkij, költő –  Szovjetunió
- Rodolfo Echeverria, filmproducer –  Spanyolország
- Sydney Pollack, filmrendező –  Amerikai Egyesült Államok

### Rövidfilmek
- Robert Enrico, filmrendező – elnök –  Franciaország
- Alexandre Marin –  Franciaország
- Samuel Lachize, filmkritikus –  Franciaország

## Hivatalos válogatás

### Nagyjátékfilmek versenye
- A promessa (A promessa)[3] – rendező: António de Macedo
- Ana y los lobos (Anna és a farkasok) – rendező: Carlos Saura
- Belle (Belle) – rendező: André Delvaux
- Bisturi, la mafia bianca – rendező: Luigi Zampa
- Electra Glide in Blue – rendező: James William Guercio
- Far West – rendező: Jacques Brel
- Film d'amore e d'anarchia, ovvero 'stamattina alle 10 in via dei Fiori nella nota casa di tolleranza… (Film a szerelemről és az anarchiáról) – rendező: Lina Wertmüller
- Godspell – rendező: David Greene
- Jeremy (Jeremy) – rendező: Arthur Barron
- La grande bouffe (A nagy zabálás) – rendező: Marco Ferreri
- La maman et la putain (A mama és a kurva) – rendező: Jean Eustache
- La mort d’un bûcheron – rendező: Gilles Carle
- La otra imagen – rendező: Antoni Ribas
- La planète sauvage (A vad bolygó) – rendező: René Laloux
- L’invitation (A meghívás) – rendező: Claude Goretta
- Monolog – rendező: Ilya Averbakh
- O Lucky Man! (A szerencse fia) – rendező: Lindsay Anderson
- Petőfi '73 – rendező: Kardos Ferenc
- Sanatorium pod klepsydra (Szanatórium a Homokórához) – rendező: Wojciech Has
- Scarecrow (Madárijesztő) – rendező: Jerry Schatzberg
- The Effect of Gamma Rays on Man-in-the-Moon Marigolds (A gamma-sugarak hatása a százszorszépekre) – rendező: Paul Newman
- The Hireling (The Hireling) – rendező: Alan Bridges
- Un Amleto di meno – rendező: Carmelo Bene
- Vogliamo i colonnelli (Az ezredeseket akarjuk) – rendező: Mario Monicelli

### Nagyjátékfilmek versenyen kívül
- A Doll’s House (Nóra)[3] – rendező: Joseph Losey
- Future Shock – rendező: Alex Grasshoff
- La nuit américaine (Amerikai éjszaka) – rendező: François Truffaut
- Lady Sings the Blues – rendező: Sydney J. Furie
- Story of a Love Story[4] – rendező: John Frankenheimer
- Lo pais – rendező: Gérard Guerin
- Olivier Messiaen et les oiseaux – rendező: Michel Fano és Denise Tual
- Picasso, peintre du siècle 1900–1973 – rendező: Lauro Venturi
- Swastika – rendező: Philippe Mora
- The Holy Mountain (A szent hegy) – rendező: Alejandro Jodorowsky
- Így látták ők (Visions of Eight) – rendező: Miloš Forman, Jurij Ozerov, Claude Lelouch, Mai Zetterling, Arthur Penn, Michael Pfleghar, John Schlesinger és Icsikava Kon
- Viskningar och rop (Suttogások és sikolyok) – rendező: Ingmar Bergman
- Wattstax – rendező: Mel Stuart
- We Can’t Go Home Again – rendező: Nicholas Ray

### Rövidfilmek versenye
- Az 1812-es év – rendező: Reisenbüchler Sándor
- Balablok – rendező: Bretislav Pojar
- La ligne de sceaux – rendező: Jean-Paul Torok
- La tête – rendező: Emile Bourget
- Langage du geste – rendező: Kamal El Sheikh
- Skagen 1972 – rendező: Claus Weeke
- Space Boy – rendező: Renate Druks

## Párhuzamos rendezvények

### Kritikusok hete
- El Faham – rendező: Mohamed Bouamari
- Gaki zoshi – rendező: Yoichi Takabayashi
- Ganja & Hess – rendező: Bill Gunn
- Kashima paradise – rendező: Bénie Deswarte és Yann Le Masson
- Ya no basta con rezar – rendező: Aldo Francia
- Vivre ensemble – rendező: Anna Karina
- Non ho tempo – rendező: Ansano Giannarelli
- Nunta de piatra (Nunta de piatra)[3] – rendező: Dan Pita és Mircea Veroiu

### Rendezők Kéthete

#### Nagyjátékfilmek
- Aguirre, der Zorn Gottes (Aguirre, Isten haragja) – rendező: Werner Herzog
- Al ousfour – rendező: Youssef Chahine
- Bel ordure – rendező: Jean Marboeuf
- Desaster – rendező: Reinhard Hauff
- Drustvena igra – rendező: Srdjan Karanovic
- El cambio – rendező: Alfredo Joskowicz
- Farlige kys – rendező: Henrik Stangerup
- Fotográfia – rendező: Zolnay Pál
- Geschichtsunterricht – rendező: Jean-Marie Straub és Danièle Huillet
- Hannibal – rendező: Xavier Koller
- Kaigenrei – rendező: Josida Josisige
- La città del sole – rendező: Gianni Amelio
- La villegiatura – rendező: Marco Leto
- La vita in gioco – rendező: Gianfranco Mingozzi
- Meres tou ’36 – rendező: Theo Angelopoulos
- Metamorfosis de un fefe de la policia – rendező: Helvio Soto
- Payday – rendező: Daryl Duke
- Quem é Beta? – rendező: Nelson Pereira dos Santos
- Réjeanne Padovani – rendező: Denys Arcand
- Slonce wschodzi raz na dzien – rendező: Henryk Kluba
- Some Call It Loving – rendező: James B. Harris
- Toda Nudez Sera Castigada (Toda Nudez Sera Castigada) – rendező: Arnaldo Jabor
- Touki Bouki (A hiéna útja) – rendező: Djibril Diop Mambéty
- Une saison dans la vie d’Emmanuel – rendező: Claude Weisz
- Wedding in White – rendező: William Fruet
- Zwartziek – rendező: Jacob Bijl

#### Rövidfilmek
- Ein Leben – rendező: Herbert Schramm
- Einleitung zu Arnold Schoenbergs Begleitmusik zu einer Lichtspielscene – rendező: Jean-Marie Straub és Danièle Huillet
- El hombre que va a Misa – rendező: Bernardo Borenholtz
- Fil à fil – rendező: Christian Paureilhe
- Grey City – rendező: Farshid Meshgali
- Hermitage – rendező: Carmelo Bene
- La version originelle – rendező: Paul Dopff
- L’audition – rendező: Jean-François Dion
- Le lapin chasseur – rendező: Thomas Lehestre
- Le soldat et les trois soeurs – rendező: Pascal Aubier
- Le travail du momédien – rendező: Atahualpa Lichy
- Le ventriloque – rendező: Carmelo Bene
- Moc – rendező: Vlatko Gilic
- Pourquoi – rendező: Jean-Denis Berenbaum
- Rendez-vous romantique – rendező: Michka Gorki
- Simplexes – rendező: Claude Huhardeaux
- Take Off – rendező: Gunvor Nelson
- Zastave – rendező: Zoran Jovanovic

## Díjak

### Nagyjátékfilmek
- A Fesztivál Nemzetközi Nagydíja:
  - Scarecrow (Madárijesztő)[3] – rendező: Jerry Schatzberg
  - The Hireling (The Hireling) – rendező: Alan Bridges
- A zsűri külön nagydíja: La maman et la putain (A mama és a kurva) – rendező: Jean Eustache
- Legjobb női alakítás díja: Joanne Woodward – The Effect of Gamma Rays on Man-in-the-Moon Marigolds (A gamma-sugarak hatása a százszorszépekre)
- Legjobb férfi alakítás díja: Giancarlo Giannini – Film d’amore e d’anarchia, ovvero ’stamattina alle 10 in via dei Fiori nella nota casa di tolleranza…  (Film a szerelemről és az anarchiáról)
- Különdíj: La planète sauvage (A vad bolygó) – rendező: René Laloux
- A zsűri díja:
  - Sanatorium pod klepsydra (Szanatórium a Homokórához) – rendező: Wojciech Has
  - L’invitation (A meghívás) – rendező: Claude Goretta
- Legjobb első mű díja: Jeremy (Jeremy) – rendező: Arthur Barron
- FIPRESCI-díj:
  - La grande bouffe (A nagy zabálás) – rendező: Marco Ferreri
  - La maman et la putain (A mama és a kurva) – rendező: Jean Eustache
- Technikai nagydíj:: Viskningar och rop (Suttogások és sikolyok) – rendező: Ingmar Bergman
- OCIC-díj: Scarecrow (Madárijesztő) – rendező: Jerry Schatzberg

### Rövidfilmek
- Nagydíj (rövidfilm): Balablok – rendező: Bretislav Pojar
- A zsűri különdíja (rövidfilm): Az 1812-es év – rendező: Reisenbüchler Sándor